# Cosmocomoidea walkerjonesi
Cosmocomoidea walkerjonesi (лат.) — вид хальцидоидных наездников рода Cosmocomoidea из семейства Mymaridae.

## Описание
Мелкие хальциноидные наездники. Обнаружены в штате Калифорния (США, округ Вентура и Риверсайд) и в Никарагуа (Masaya, Las Flores). Длина тела: 0,140—0,185 мм (самки), 0,145—0,172 мм (самцы).
Усики 12-члениковые у самок и 13-члениковые у самцов. Крылья с полностью редуцированным жилкованием. Окраска тела самок, в основном, от желтовато-оранжевой до светло-коричневой, кроме нескольких исключений. Членики усика самок F5 и F6 белые; педицель и два пятна на базальном тергите, несколько пятен на дистальных тергитах и задние голени коричневые; пространство между оцеллиями, членики усика F1-F4, F7, F8, булава и широкая полоска на срединном тергите брюшка тёмно-коричневые.
Паразитируют на яйцах цикадок Homalodisca coagulata (Say) (Cicadellidae), из которых были выведены в лабораторных условиях.

## Этимология
Видовое название было дано в честь американского энтомолога Уокера Джонса (Dr. Walker A. Jones, United States Department of Agriculture — Agricultural Research Service).